# Sport dans le bailliage de Jersey
 (octobre 2015).
Si vous disposez d'ouvrages ou d'articles de référence ou si vous connaissez des sites web de qualité traitant du thème abordé ici, merci de compléter l'article en donnant les références utiles à sa vérifiabilité et en les liant à la section « Notes et références ».
Cet article concerne le sport à Jersey.
Jersey participe aux Jeux du Commonwealth, aux Jeux des îles du COJI et aux Jeux des îles de  l'IIGA, dont elle a accueilli une édition en 2015, et est un membre fondateur de l'Association internationale des jeux des îles (IIGA). Elle a participé à tous les Jeux.
Pour les événements sportifs dans laquelle Jersey n'a pas de représentation internationale, lorsque les Nations britanniques participent séparément, les insulaires peuvent choisir de concourir pour l'une des Nations. Il y a, cependant, des restrictions sur les transferts ultérieurs pour représenter une autre nation du Royaume-Uni.

## Disciplines

### Football
La Fédération de Football de Jersey supervise le football à Jersey. Le championnat de Football Jersey dispose de neuf équipes en première division. Les champions 2006/07 étaient les écossais de Jersey. Ross Crick était le meilleur buteur. Jusqu'en 2012, Crick était également le meilleur buteur COD (Open Division Channel Islands). L'équipe nationale de football Jersey joue dans la compétition Muratti annuelle.
Graeme Le Saux a été le premier footballeur Jersey à jouer pour l'Angleterre.

### Athlétisme
Le marathon de Jersey est un événement annuelle depuis 2006.
Le Jersey Spartan club d'athlétisme a été fondée en 1978.

### Criquet
Jersey est un membre affilié de l'International Cricket Council (ICC). L'équipe de cricket Jersey joue dans le match Inter-insulaire. Le Cricket a connu une croissance extrêmement rapide à Jersey et est le sport le plus populaire. Il est si populaire qu'il existe un soutien de foule massive pour chaque match.  Le terrain de cricket principale est la Grainville Cricket Ground à Saint-Sauveur et a accueilli les compétitions de cricket internationaux.
L'équipe de Jersey de cricket représente l'île Anglo-Normande de Jersey et dispute des rencontres internationales de cricket.

### Golf
Il y a un certain nombre de terrains de golf, y compris La Moye Golf Club.
Deux golfeurs de Jersey ont remporté l'Open Britannique sept fois à eux deux, Harry Vardon remportant six fois et Ted Ray le gagnant une fois. Harry et Ted ont également remporté l'US Open une fois chacun. Le frère de Harry Vardon, Tom a eu quelques petites victoires sur le Tours européennes. 
Tommy Horton est un résident de longue durée Jersey.

### Gymnastique
Il y a quatre clubs de gymnastique à Jersey. Jersey Gymnastics Club, Regent Gymnastics Club, De Gymnastics Academy Monde et Jersey Club de gymnastique spéciale. Jersey Gymnastics Club est le plus grand, et dispose d'un centre de formation à Saint-Jean. Les gymnastes participent régulièrement aux Jeux des iles.

### Équitation
Des courses sont organisés à Saint-Ouen.

### Pétanque
Il y a un nombre important de terrain de pétanque

### Rugby
Le rugby se joue à Jersey sous les auspices de l'Association de Rugby Jersey (JRA), qui est affiliée à la Rugby Football Hampshire mais n'est pas un membre de la Rugby Football Union. En tant que tel, Jersey n'a pas d'équipe nationale.

### Tir
Colin Mallett a remporté la seule médaille d'or de Jersey aux Jeux du Commonwealth  à Auckland en 1990 pour la carabine gros calibre hommes.

### Natation
Jersey possède deux piscines intérieures publiques; une troisième est utilisé par les écoles, les clubs et associations. Nager dans la mer, le surf, la planche à voile et autres sports nautiques sont pratiquées. Le Jersey Swimming Club organise une course annuelle d'Elizabeth Castle à Saint Helier Harbour depuis plus de 50 ans. Faire le tour de l'île à la nage est un défi majeur que seul un certain nombre de nageurs ont obtenu.
Simon Militis a représenté la Grande-Bretagne aux Jeux olympiques de Sydney en 2000 et l'Angleterre lors des Jeux du Commonwealth de 2002.

### Autres sports
Il y quelques installations pour les sports extrêmes tels que le skateboard, BMX et le roller. Les falaises côtières offrent des possibilités pour l'escalade.